# لوچانو کاستلینی
لوچانو کاستلینی (به ایتالیایی: Luciano Castellini) بازیکن فوتبال و اهل ایتالیا است 

## تیم ملی
از سال ۱۹۷۷ میلادی عضو تیم ملی فوتبال ایتالیا بوده و در ۱ بازی ملی حضور داشته‌است. او در بازی‌های ملی‌اش ۱ گل دریافت کرد.
لوچانو کاستلینی آخرین بازی ملی خود را در سال ۱۹۷۷ میلادی انجام داد.